# تیم ملی فوتبال ساحلی قطر
تیم ملی فوتبال ساحلی قطر  نماینده قطر در مسابقات بین‌المللی فوتبال ساحلی است. 